# Niculae Florea
Niculae Florea (n. 31 mai 1921, Găești, România – d. 2022) a fost un inginer chimist și pedolog român, membru de onoare al Academiei Române din 2015.